# إلحاد
الإلحاد بمعناه الواسع هو عدم الاعتقاد أو الإيمان بوجود الآلهة. وبالمعنى الضيق، يعتبر الإلحاد على وجه التحديد موقف أنه لا توجد آلهة. عمومًا يشير مصطلح الإلحاد إلى غياب الاعتقاد بأن الآلهة موجودة. ويتناقض هذا الفكر مع فكرة الإيمان بالله أو الألوهية، إذ أنّ مصطلح الألوهية يعني الاعتقاد بأنه يوجد إله. وأبرز الحجج التي يطرحها الملحدون علي عدم وجود إله هي غياب سبب وجود الإله، وعدم رصد أي كائن واعي غير مادي أو أي معجزات خارقة للطبيعة، وأن الأدلة تشير الي أن الأشياء تطورت تدريجيًا عبر قوانين الطبيعة بدون إله، ويمكننا تفسير الوجود والذكاء والتصميم في الكون عبر العلم مثل نظرية التطور، والإنفجار العظيم، والأكوان المتعددة، والإهتزاز الكمومي؛ مما يجعل وجودنا مجرد صدفة كونية؛ نتيجة إحتمالات عشوائية ممكنة وليس نتاج قصد أو إرادة من كائن أزلي فيقول ريتشارد دوكينز: «الكون الذي نرصده له بالضبط الخصائص التي نتوقعها إذا لم يكن هناك تصميم أو هدف. لا شيء سوى اللامبالاة العمياء القاسية»، ويقول ستيفن هوكينج «بسبب وجود قانون مثل الجاذبية، فإن الكون يمكنه وسيقوم بخلق نفسه من لا شيء. الخلق العفوي هو السبب في وجود شيء بدلًا من لا شيء»، وكذلك معضلة الشر والتي تري أن الشر والظلم في العالم دليلًا قاطعًا علي غياب إله كلي الرحمة والعدل فيقول إبيقور «إذا كان الله يريد أن يمنع الشر لكنه لا يستطيع، فهو ليس كلي القدرة. إذا كان يستطيع لكنه لا يريد، فهو شرير. إذا كان يريد ويستطيع، فلماذا يوجد الشر إذًا؟». في حين يري المؤمنون أن الوجود والنظام والإبداع في الكون دليلًا قويًا علي وجود إله وأن النظام في الطبيعة لا يمكن أن يكون بلا موجه ذكي، وأن وجود الإله لا يحتاج لسبب لكونه أزليًا، وأن العلم لا يُلغي وجود مصمم بل يدعمه لكنه يتحدي فهمنا وتصورنا السائد عنه فالجهل بطبيعة الإله أو عدم إختبارها لا تنفي وجوده،  ووجود الشر والمعاناة قد يكون ضمن حكمة إلهية، أو بسبب خطأ في تصورنا نحن عن الإله. و أن لا يوجد للإخلاق أو الخير قيمة أو معني في حال غياب الإله فيقول فيودور دوستويفسكي، الكاتب الروسي الشهير: «إن لم يكن هناك إله، فكل شيء مباح.»
تبلور مصطلح الإلحاد عقب انتشار الفكر الحر والشكوكيّة العلميّة وتنامي نشاط التيارات الفكرية في نقد الأديان. حيث مال الملحدون الأوائل إلى تعريف أنفسهم باستخدام كلمة «ملحد» في القرن الثامن عشر في عصر التنوير. وشهدت الثورة الفرنسية أول حركة سياسية كبرى في التاريخ للدفاع عن سيادة العقل البشري فضلًا عن تيار من الإلحاد لم يسبق له مثيل. في عام 1967، أعلنت ألبانيا نفسها أول دولة ملحدة رسميًا وفقًا لسياستها الماركسية للدولة.
تتراوح الحجج الإلحادية بين الحجج الفلسفية إلى الاجتماعية والتاريخية. حيث إن المبررات لعدم الإيمان بوجود إله تشمل الحجج وأن هناك نقصًا في الأدلة التجريبية. على الرغم من أن بعض الملحدين تبّنى فلسفات علمانية (مثل الإنسانية والتشكك)،  إلّا أنه ليس هناك أيديولوجية واحدة أو مجموعة من السلوكيات التي يلتزم بها الملحدون جميعًا. كما لا توجد مدرسة فلسفية واحدة تجمع الملحدين، فمنهم من ينطوي تحت لواء المدرسة المادية أو الطبيعية والكثير يميلون باتجاه العلم والتشكيك خصوصًا فيما يتصل بعالم ما وراء الطبيعة. يرى بعض الملحدين بأنه ليس هناك عناد بين الإلحاد ودين البوذية لأن البوذيين أو بعضهم يعتنقون البوذية ولكنهم لا يعتقدون بوجود إله.
كما يرى كثير من الملحدين أن الإلحاد نظرة أكثر صحة من الإلوهية، وبالتالي فإنّ عبء الإثبات لا يقع على عاتق الملحد لدحض وجود الله بل على المؤمن بالله تقديم مبررات للإيمان به حسب قولهم.
بسبب تعدد مفاهيم الإلحاد فإنّ من الصعب معرفة التقديرات الدقيقة عن الأعداد الحالية للملحدين. وقد أجريت عدة استطلاعات عالمية شاملة حول هذا الموضوع أبرزها استطلاع قامت به مؤسسة غالوب الدولية سنة 2015 حيث شارك في الاستطلاع أكثر من 64,000 مشاركاً، أشار 11% منهم إلى أنه «ملحد بقناعة» في حين كانت نتيجة سنة 2012 في استطلاع سابق 13% من أفراد العينة عرفوا عن أنفسهم أنهم «ملحدين بقناعة». وبحسب مسح من قبل هيئة الإذاعة البريطانية، في عام 2004، وجد أن نسبة الملحدين كانت حوالي 8% من سكان العالم.
وفقًا لدراسات أخرى، فإن معدلات الإلحاد هي الأعلى في أوروبا وشرق آسيا: 40% في فرنسا، و39% في بريطانيا، و34% في السويد، و29% في النرويج، و15% في ألمانيا، و25% في هولندا، و12% في النمسا أجابوا أنهم لا يؤمنون بوجود أرواح أو آلهة أو قوة خارقة، وجاءت النسب أعلى لمن عبروا عن إيمانهم بوجود روح أو قوة ما وهؤلاء يطلق عليهم لادينيين أو لاأدريين. بلغت النسب في شرق آسيا 61% في الصين و47% في كوريا الجنوبية بينما تعد اليابان حالة معقدة إذ يتبنى الفرد الواحد أكثر من معتقد في وقت واحد. في أميركا الشمالية، 12% في الولايات المتحدة يعتبرون أنفسهم ملحدين و17% لا أدريين و37% يؤمنون بوجود روح ما ولكنهم لا دينيين. و28% في كندا.

## الإلحاد في اللغة
يقول معجم لسان العرب:
معنى الإِلحاد في اللغة المَيْلُ عن القصْد، ولحَدَ إِليه بلسانه: مال. وقال الأَزهري في قول القرآن: لسان الذين يلحدون إِليه أَعجمي وهذا لسان عربي مبين؛ قال الفراء: قرئ يَلْحَدون فمن قرأَ يَلْحَدون أَراد يَمِيلُون إِليه، ويُلْحِدون يَعْتَرِضون. وأَصل الإِلحادِ: المَيْلُ والعُدول عن الشيء.

### مصطلح اللاربوبية
اُسْتُخْدِمَت كلمة (اللاربوبية) كترجمة عربية لكلمة (atheism) في الحملة العلنية لظهور اللاربوبيين (الملحدين) والتي دعا إليها العالم ريتشارد دوكنز إلى جانب كلمة (إلحاد) كمحاولة لإشهار كلمة ثانية لا تحمل معنى سلبي من حيث اللغة وتعطي المعنى المطلوب المتمثل بعدم الاعتقاد بإله أو آلهة، لكن بالرغم من ذلك فكلمة «إلحاد» هي المستخدمة بصورة شائعة حتى من قبل الملحدين العرب.

## التعريفات والأنواع
يختلف المؤلفون حول التعريف المثالي للإلحاد وتصنيفاته، ويتجادلون حول الكيانات الخارقة للطبيعة التي تعتبر آلهة، وسواءً كان الإلحاد موقفًا فلسفيًا يعبر عن ذاته أو مجرد غياب التوجه الإيماني، وعن احتياج الإلحاد للوعي والرفض الصريح. اعتُبر الإلحاد في الماضي مناظرًا للاأدرية، ولكنه أضحى في مقام المقارنة معها. استُخدمت مختلف التصنيفات للتمييز بين أشكال الإلحاد.

### المدى
ينشأ الغموض والجدل المحيط بتعريف الإلحاد من صعوبة الوصول لإجماع على تعريفات لألفاظ أخرى مثل الرب والإله. تؤدي مختلف التعريفات حول مفاهيم الإله إلى أفكار متباينة بشأن إمكانية تطبيق الإلحاد. اتهم قدماء الرومان المسيحيين بالإلحاد بسبب عدم نشرهم لأرباب وثنية، ولكن هذه الرؤية أصبحت محل استياء؛ فقد ازداد فهم الألوهية بالإيمان في أي إله.
بالنسبة لمدى الظاهرة التي يرفضها الإلحاد، ربما يواجه الإلحاد أي شيء بداية من وجود الرب إلى وجود أي مفهوم روحي أو خارق للطبيعة أو متعالٍ، مثل تلك الموجودة في البوذية والهندوسية والجاينيّة والطاوية.

### الإلحاد الصريح والإلحاد الضمني
تختلف تعريفات الإلحاد أيضًا فيما يخص درجة أفكار المرء حول الإله. يُعرَّف الإلحاد أحيانًا بالغياب البسيط للاعتقاد في وجود إله. هذا التعريف الواسع قد يشمل الرضع وغيرهم من الأشخاص غير المتعرضين للأفكار التأليهية. قال بارون دي هولباخ قديمًا في 1772: «يولد كل طفل ملحدًا، إذ لا يكون لديه فكرة عن الإله». وبالمثل قال جورج هاميلتون سميث (1979): «من لم يتعرف على الأفكار التأليهية ملحد، لأنه لا يعتقد في إله.» يُعتبر الإلحاد الضمني «غيابًا للاعتقاد الألوهي دون رفض واعٍ للإله» بينما يكون الإلحاد الصريح رفضًا واعيًا للاعتقاد. يتحدى إرنست ناغل في ورقته «الإلحاد الفلسفي» فكرة غياب الاعتقاد التأليهي كنوع من الإلحاد. يرى غراهام روبرت أوبي أن أولئك الذين لم يواجهوا سؤال الاعتقاد ويفتقرون إلى فهم الإله يقعون تحت تصنيف «أبرياء». طبقًا لأوبي، يقع تحت هذا التصنيف الرضع بعمر الشهر الواحد، والبشر من مرضى تلف الدماغ الشديد، أو مرضى الخرف المتقدم.

### الإلحاد الإيجابي والإلحاد السلبي
أجرى بعض الفلاسفة مثل أنطوني فلو ومايكل مارتن مقارنة بين نوعين من الإلحاد، وهما الإلحاد الإيجابي (القوي أو الصلب) والإلحاد السلبي (الضعيف اللين). يؤكد الإلحاد الإيجابي صراحةً على عدم وجود إله. بينما يشمل الإلحاد السلبي كل الأشكال الأخرى من اللاتأليه. طبقًا لهذا التصنيف، أي شخص غير مؤله إما ملحد إيجابي أو ملحد سلبي. لم تنشأ مصطلحات قوي وضعيف إلا قريبًا، بينما ترجع أصول مصطلحات الإلحاد الإيجابي والسلبي إلى عهد قديم، واستُخدمت (بطرائق مغايرة) في المصنفات الفلسفية وفي التبريرات الكاثوليكية عن المسيحية. يُعتبر اللاأدريين بناءً على هذا التصنيف ملحدين سلبيين.
بينما يؤكد مارتن، على سبيل المثال، أن اللاأدرية تنطوي على إلحاد سلبي، يرى كثير من اللاأدريين اختلاف موقفهم عن الإلحاد، إذ يعتبرون أنه غير مبرر مثل الألوهية تمامًا أو يتطلب قدرًا مساويًا من الإقناع. يُعتقد أحيانًا أن الحصول على معرفة يقينية بشأن وجود إله أو ضد وجوده عسير المنال، ويشير ذلك إلى احتياج الإلحاد لقفزة إيمانية. يرى الملحدون في ردهم على هذه الحجة أن الفرضيات الدينية غير المثبتة تستحق كفرًا كمثل كل الفرضيات الأخرى غير المثبتة، وأن غياب إمكانية إثبات وجود إله لا تنطوي على احتمالية أو إمكانية وجوده من أي نوع. يجادل الفيلسوف الأسترالي جون سمارت قائلًا: «أحيانًا يصف الملحد حقًا نفسه باللاأدري، بشغف ربما، وذلك بسبب الشكوكية الفلسفية العامة التي تكتنفنا وتمنعنا من التيقن بأي معرفة على الإطلاق، ربما باستثناء حقائق الرياضيات والمنطق.» وفي سياق متصل، يفضل بعض الكتاب الملحدين مثل ريتشارد دوكينز التمييز بين مصطلحات المؤله واللاأدري والملحد على طيف الاحتماليات التأليهية (مقياس دوكينز)، تبعًا للاحتمالية التي يضعها كل منهم حول مقولة «الإله موجود».

### التعريف بالاستحالة أو الفناء
كانت احتمالية وجود ملحد حقيقي في العالم الغربي قبل القرن الثامن عشر محل تساؤل، فقد كان وجود الإله واسع القبول. يُسمى ذلك بالتأليه الفطري (الأصلانية)؛ أن كل الناس مؤمنون بالله على الفطرة، وبناءً على هذا المفهوم كان الملحدون في حالة إنكار بسيطة.
هناك رؤية أخرى تشير إلى سرعة إيمان الملحدين بالله في وقت الأزمة، وأنهم يؤمنون بالله على فراش الموت، أو «لا ملحدين في الخنادق». وعلى النقيض، فهناك أمثلة ونماذج لعكس هذه الأطروحة، ولـ«ملحدين في الخنادق» حرفيًا.

يتحدى بعض الملحدين الاحتياج لمصطلح «الإلحاد». يكتب سام هاريس في كتابه «رسالة إلى أمة مسيحية»:
«في الواقع، لا ينبغي وجود مصطلح مثل «الإلحاد». لا يحتاج المرء لوصف نفسه بـ«غير المؤمن بعلم التنجيم» أو «لا خيميائي». لا توجد كلمة لوصف الشاكين في حياة إلفيس أو معتقدي اجتياز الفضائيين للمجرة فقط للتحرش بمربي الماشية وماشيتهم. ليس الإلحاد سوى ضوضاء يصدرها العقلاء في حضور المعتقدات الدينية غير المبررة.»

### الإلحاد البراغماتي
الإلحاد البراغماتي رؤية تفيد بتوجب رفض الفرد للإله أو الآلهة؛ لأن الإيمان بهم غير ضروري بالنسبة للحياة البراغماتية (العملية). ترتبط تلك الرؤية باللااكتراثية والإلحاد العملي.

## الحجج

### الحجج الإبستمولوجية
يجادل الملحدون باستحالة معرفة وجود الله يقينًا أو إثبات وجوده. تُسمى الأخيرة باللاأدرية، وتأخذ أشكالًا عديدة. تُعتبر الألوهية في فلسفة المحايثة غير منفصلة عن العالم نفسه، ومنه العقل البشري، ووعي كل شخص مغلق على ذاته. يمتنع على المرء الوصول لأي استدلال موضوعي حول الاعتقاد في الله أو إثبات وجوده بناءً على هذه الحدود الإدراكية. تقبل اللاأدرية العقلانية لكانط وتراث التنوير المعرفة المستنبطة بالعقل فقط، يقر هذا الشكل من الإلحاد باستحالة إدراك الإله من حيث المبدأ، وبالتالي استحالة معرفة وجوده. تميل الشكوكية، المبنية على أفكار ديفيد هيوم، إلى استحالة اليقين في أي شيء، فيستحيل على المرء بناءً على ذلك معرفة وجود الله أو عدم وجوده يقينًا. ولكن هيوم نفسه اعتقد بأفضلية رفض المفاهيم الميتافيزيقية غير القابلة للملاحظة؛ لأنها «سفسطة وأوهام». يخضع نسب اللاأدرية إلى الإلحاد للنزاع، إذ تُعتبر كل منهما رؤية مستقلة بذاتها عن العالم.
يمكن تصنيف الحجج الأخرى إلى إبستمولوجية (مبنية على نظرية المعرفة) أو أنطولوجية، وتشمل الغنوسطية، وتؤكد تلك الحجج على فراغ مصطلحات مثل «الإله» من المعنى، وعلى غباء عبارات مثل «الله شديد القوة». يؤكد عدم الإدراك اللاهوتي أن عبارة «الله موجود» لا تعبر عن فرضية، ولكنها عبارة بلا معنى من الناحية المعرفية والإدراكية. ثمة مجادلات في الاتجاهين حول تصنيف هؤلاء الأشخاص باللأدريين أو الملحدين. يرفض فلاسفة مثل ألفرد آير وثيودور درانج الفئتين، قائلين أن كلا الفريقين يقبلان بعبارة «الله موجود» كفرضية، إلا أنهم يستبدلون هذا التصنيف ليندرج تحت فئة اللامعنى الإدراكي.

### الحجج الميتافيزيقية
تكتب الفيلسوفة البولندية زوفيا زديبيكا: 
«الإلحاد الميتافيزيقي.. يشمل كل عقائد الأحادية الميتافيزيقية (مبدأ وحدة الوجود). ربما يكون الإلحاد الميتافيزيقي أ) مطلقًا: إنكار صريح لوجود إله، ويرتبط بالأحادية المادية (التوجهات المادية قديمًا وحديثًا)؛ ب) نسبيًا: إنكار ضمني لوجود إله في كل الفلسفات، إذ يقرون بوجود المطلق، ولكنهم يتصورون هذا المطلق بلا أي صفة من الصفات المنسوبة للإله مثل التعالي والشخصانية والوحدة. يرتبط الإلحاد النسبي بالواحدية المثالية (الربوبية والواحدية ووحدة الموجود).»

### الحجج المنطقية
يعتقد بعض الملحدين بلامنطقية الصفات المنسوبة للمفاهيم العديدة عن الإله، مثل الإله الشخصي في المسيحية. يقدم هؤلاء الملحدون حججًا استنباطية ضد وجود الله، تلقي تلك الحجج الضوء على التضارب المنطقي بين صفات معينة، مثل الكمال، ومكانة الخالق، والثبات، والعلم اللانهائي، والقدرة اللانهائية، والخير الكلي، والتعالي (الإله كيان مفارق)، والشخصانية (الإله كيان شخصي)، واللامادية، والعدل، والرحمة.
يعتقد ملحدو الثيوديسيا بعدم توافق العالم كما نعرفه مع الصفات التي ينسبها اللاهوتيون إلى الله. إذ يدعون أن الإله كلي العلم وكلي القدرة وكلي الخير لا يتوافق مع العالم المكتظ بالشر والمعاناة، العالم الذي تختفي فيه المحبة الإلهية عن البشر. تُنسب حجة مثيلة لغوتاما بودا مؤسس البوذية.

### المواقف الاختزالية للدين
طرح بعض الفلاسفة مثل لودفيغ فويرباخ، والمحلل النفسي سيغموند فرويد، فكرة الاختراع البشري للدين والآلهة، إذ خلقها البشر أنفسهم لسد بعض الحاجات العاطفية والنفسانية، أو اسقاط لكلية القدرة الخاصة بالـ«هو». يرى فلاديمير لينين في «المادية والنقدية التجريبية»، ضد الماخية الروسية، أي أتباع إرنست ماخ، أن فويرباخ قدم الضربة القاضية للاعتقاد بالإله. تلك رؤية العديد من البوذيين أيضًا. تأثر كارل ماركس وفريدريك إنجلز كلاهما بأعمال فويرباخ، وجادلا أن الاعتقاد بالله والدين لهما وظائف اجتماعية، يستغلها ذوو النفوذ لقمع الطبقة العاملة. طبقًا لميخائيل باكونين، «تنطوي فكرة الإله على تهميش للعقل البشري وللعدالة، إنها سلبٌ للحرية البشرية، وتنتهي بالضرورة إلى استعباد الجنس البشري، نظريًا وعمليًا.» يعكس باكونين حكمة فولتير الشهيرة: إذا لم يكن الله موجودًا لكان واجبنا اختراعه، وكتب بدلًا منها: «إذا كان الله موجودًا حقًا، لكان واجبنا التخلص منه.»

### الإلحاد والأديان والروحانية
لا يستثني الإلحاد كل النظم الاعتقادية الدينية والروحانية بنفس القدر، ومنها البوذية والجاينية والهندوسية والسينثية والرائيلية وحركات الوثنية الجديدة مثل الويكا. ترى مدرسة أستيكا في الهندوسية صواب الإلحاد بصفته طريقًا لموكشا، ولكنه شديد الصعوبة، إذ لا يجب على الملحدين توقع معونة الآلهة أثناء تلك الرحلة. تعتقد الجاينية أن الكون أبدي ولا يحتاج لخالق أو رب، ولكن تيرثانكارا كائنات مبجلة تعالت على الزمان والمكان ولها قدرة تفوق الإله إندرا. لا تدافع البوذية العلمانية عن الإيمان بالله. كانت البوذية المبكرة إلحادية؛ إذ لم يشمل طريق غواتاما بودا أي ذكر عن إله. اعتبرت المفاهيم اللاحقة عن البوذية بوذا نفسه إلهًا، واقترحت أن الملتزمين قد ينالون صفة الألوهية، ويكتسبون منزلة بوداسف وبوذا الأزلي.

### الإلحاد واللاهوت السلبي
يعتبر اللاهوت الإنكاري نوعًا من الإلحاد أو اللاأدرية في أغلب الأحوال؛ لأنه لا يقر صراحة بوجود الله. «المقارنة مجحفة، ولكن الملحدون التقليديون يعتبرون وجود الله مقدمة منطقية يمكن إنكارها («الله غير موجود»)، بينما ينكر اللاهوت السلبي أي مقدمة منطقية للإله». «وجود الإله أو القدسي» دون القدرة على نسب الصفات عن «كينونته أو طبيعته» سيكون من مقتضيات اللاهوت الإيجابي في اللاهوت السلبي الذي يميز بين التأليه والإلحاد. «اللاهوت السلبي متمم للاهوت الإيجابي وليس عدوًا له».

## الدين والأخلاق

### الارتباط بالرؤى العالمية والسلوك الاجتماعي
يحلل عالم الاجتماع فيل زوكرمان البحوث الاجتماعية السابقة حول العلمانية واللاإيمان، ويستنتج من تحليله ارتباط السلام المجتمعي بصورة إيجابية مع اللادينية. وجد زوكرمان قليلًا من الملحدين والعلمانيين في الأوساط الفقيرة، والأمم الأقل تطورًا (خاصة في أفريقيا وجنوب أمريكا) عنها في الديمقراطيات الصناعية الثرية. تتعلق نتائجه خصيصًا بالإلحاد في الولايات المتحدة مقارنة بالمتدينين بها، «الملحدون والعلمانيون» أقل قومية وانحيازًا ومعاداة للسامية وعنصرية ودوغمائية واستعراقية، وأقل تحجرًا فكريًا وسلطوية، وفي الولايات المتحدة ترتبط الولايات غزيرة الملحدين بنسب أقل من المتوسط من حيث جرائم القتل. ترتفع نسبة جرائم القتل في الولايات المتدينة عن المتوسط.

### اللادينية

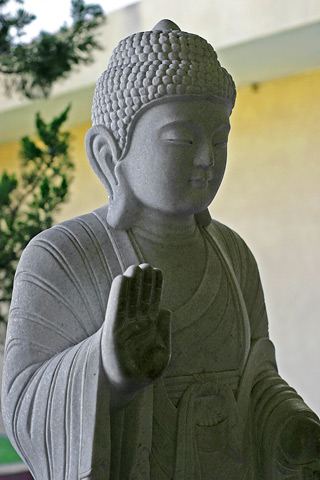
أحيانًا ما تُوصف البوذية باللاألوهية بسبب عدم وجود إله خالق في معتقداتها ولكن يمكن لوجهة النظر هذه أن تكون مبسطة للغاية وغير دقيقة.

يُعتبر الملحدون أشخاصًا لادينيون، لكن هناك قطاعات في الأديان الرئيسة ترفض فكرة الإله الشخصي أو الرب الخالق. قبلت بعض الأديان في السنوات الأخيرة أتباعًا من الملحدين العلنيين، مثل الإلحاد اليهودي أو اليهودية الإنسانية، والملحدين المسيحيين.
لا ينطوي الإلحاد الإيجابي بالمعنى المحض على عقيدة خارج إطار الكفر بأي رب، ولكن يجوز للملحدين مجملًا التمسك ببعض الاعتقادات الروحانية. ولهذا السبب يؤمن كثير من الملحدين بمختلف المعتقدات الأخلاقية، وتتراوح هذه المعتقدات بين الشمولية الأخلاقية للفلسفة الإنسانية، التي تتمسك بقانون أخلاقي يُطبق بصورة متساوية على كل البشر، إلى العدمية الأخلاقية، التي ترى فراغ الأخلاق من المعنى. تقبل توجهاتٌ مختلفة من البوذية والهندوسية والجاينية الإلحادَ كموقف فلسفي صائب.
جادل بعض الفلاسفة من أمثال سلافوي جيجك وألن دي بوتون وألكسندر بارد وجان سوديركفست، جميعهم جادل بضرورة استعادة الملحدين للدين لمواجهة التأليه، أو بعدم تركهم للدين ليكون حكرًا للمؤلهين.

### الأمر الإلهي
تُفيد معضلة يوثيفرو، طبقًا لأفلاطون، أن دور الإله في تحديد الصواب من الخطأ اعتباطي وغير ضروري. يظل الجدل قائمًا حول حجة وجوب اشتقاق الأخلاق من إله، وعدم إمكانية وجودها دون خالق عاقل، في المناظرات الفلسفية والسياسية. يُنظر لبعض الأوامر الأخلاقية مثل «القتل فعل خاطئ» كقوانين إلهية تحتاج إلى قاضٍ ومشرع سماوي. لكن الملحدون يعتبرون التعامل مع الأخلاق منطقيًا منطويًا على مغالطة التشبيه الخاطئ، وأن الأخلاق لا تعتمد على مشرع كما تعتمد القوانين عليه. يعتقد فردريك نيتشه باستقلال الأخلاق عن الاعتقاد التأليهي، وأن الأخلاق المبنية على الإله «تكتسب حقيقتها من حقيقة وجوده، وتسقط بسقوطه». يرى إيمانويل كانط أن العقل المحض كافٍ للتوصل للقوانين الأخلاقية في «الأوامر المطلقة» التي تحتوى على مبرراتها في ذاتها.
توجد بعض الأنساق الأخلاقية المعيارية التي لا تحتاج إلى قواعد أو مبادئ إلهية. تشمل بعض الأنساق أخلاقيات الفضيلة والعقد الاجتماعي والأخلاقيات الكانطية والنفعية والموضوعية الأخلاقية. اقترح سام هاريس بُعد صناعة القواعد الأخلاقية عن إطار البحث الفلسفي، مقرًا بخضوعها للممارسة في علوم الأخلاق. يجب على أي نظام علمي أن يعالج النقد المبني على مغالطة المذهب الطبيعي.

### نقد الدين

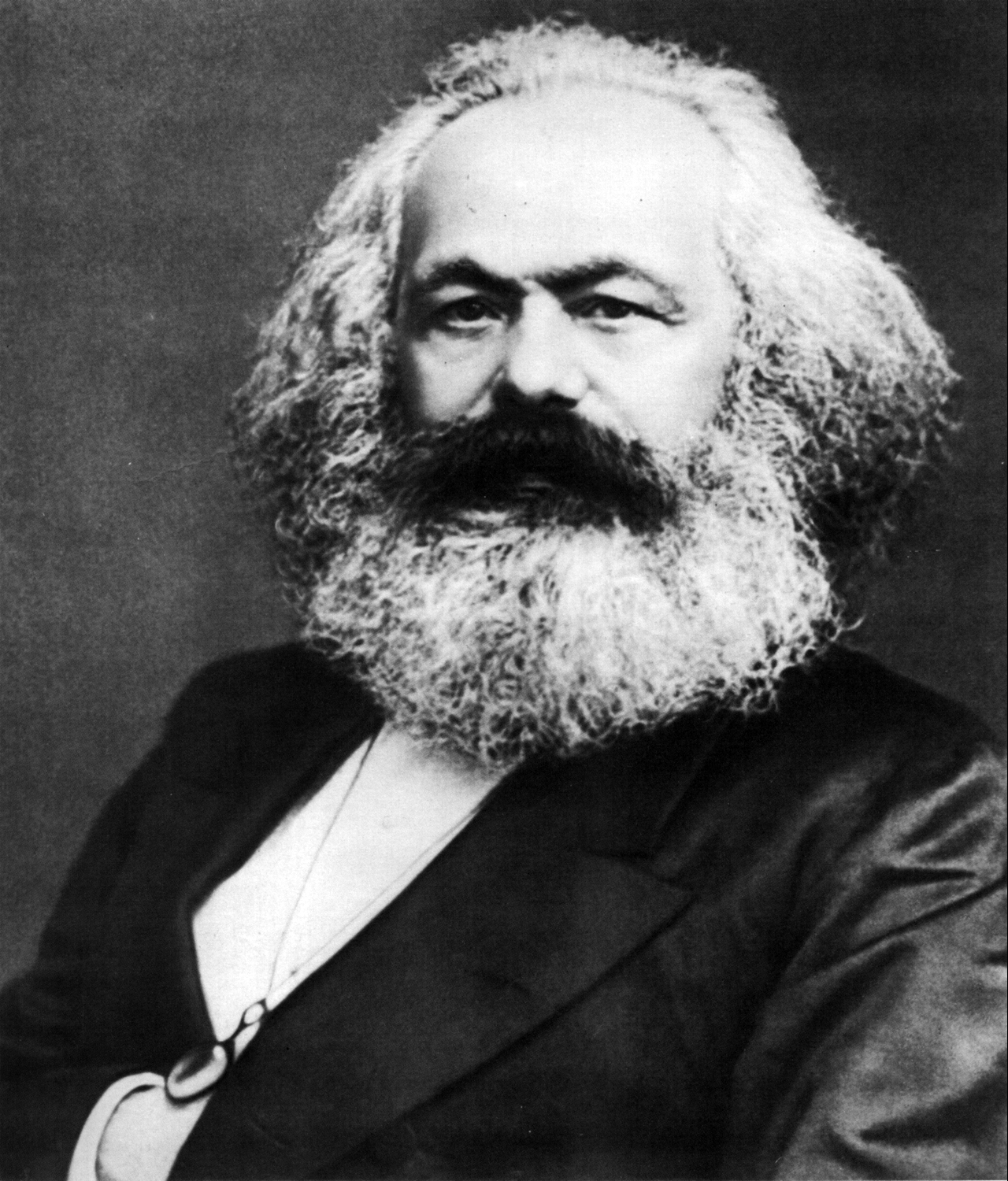
كارل ماركس

اهتم عدد من الملحدين البارزين، ومنهم كريستوفر هيتشنز ودانيال دينيت وسام هاريس وريتشارد دوكينز حديثًا، وبيرتراند راسل وروبرت ج. إنغيرسول، وفولتير، والروائي جوزيه ساراماغو قديمًا، بنقد الأديان، مستشهدين بالجوانب الضارة من الممارسات والعقائد الدينية.
وصف الفيلسوف السياسي والمنظّر الاجتماعي الألماني كارل ماركس الدين بأنه «تنهد المخلوقات المقموعة، وقلب العالم الأجوف، وروح ظروف بلا روح. إنه أفيون الشعوب». يرى كارل ماركس «القضاء على الدين والسعادة الوهمية المنتظرة منه شرطًا للسعادة الحقيقية، فدعوة الشعوب لترك الأوهام تتطلب نزعهم من الظروف الصانعة لها. وبالتالي فإن نقد الدين، منذ المهد، نقدٌ للدموع التي ينعكس من خلالها الدين».
ينتقد سام هاريس اعتماد الأديان الغربية على السلطة الإلهية، ويربطه بتسليم نفسها إلى السلطوية والدوغمائية. هناك علاقة بين الأصولية الدينية والتدين الخارجي (عندما يعتقد المرء في الدين لأنه يخدم مصالح أخرى) والسلطوية والدوغمائية والتحامل. تُستخدم تلك الحجج، بالتوازي مع حوادث توضح مخاطر الدين عبر تاريخ البشرية، مثل الحملات الصليبية ومحاكم التفتيش ومطاردة الساحرات والهجمات الإرهابية، للرد على ادعاءات التأثيرات الإيجابية للدين. ويرد المؤمنون على هذه الحجج بحجة الدول التي تبنت سياسة إلحاد الدولة، والتي تمثلت تاريخيًا في الاتحاد السوفيتي، والذي ارتكب ومارس العديد من المذابح الجماعية. يرد سام هاريس وريتشارد دوكينز على ذلك بأن المذابح التي ارتكبها ستالين لم تكن بفعل الإلحاد بل بسبب الدوغمائية الماركسية، وبينما تصادف أن ستالين وماو ملحدان، فإنهما لم يرتكبا تلك الفظائع باسم الإلحاد على عكس المتدينين الذين يرتكبون جرائمهم باسم العقيدة التي يعتنقونها دوغمائيًا.

## تاريخ الإلحاد

### تاريخ الإلحاد في العالم الإسلامي
في تاريخ العرب هناك أدلة على وجود ملحدين قبل الإسلام باسم آخر وهم طائفة الدهريين الذين كانوا يؤمنون بقدم العالم وأن العالم لا أول له ويذكرهم القرآن: ﴿وَقَالُوا مَا هِيَ إِلَّا حَيَاتُنَا الدُّنْيَا نَمُوتُ وَنَحْيَا وَمَا يُهْلِكُنَا إِلَّا الدَّهْرُ وَمَا لَهُمْ بِذَلِكَ مِنْ عِلْمٍ إِنْ هُمْ إِلَّا يَظُنُّونَ ۝٢٤﴾ (سورة الجاثية، الآية 24)، لذا فقد ألف جمال الدين الأفغاني كتاباً للرد على الملحدين المعاصرين وأسماه «الرد على الدهريين».
أما كلمة الإلحاد فكانت تستخدم للذين لا يتبعون الدين وأوامره باعتبار الدين منزلاً أو مرسلاً من لدن الإله. وفي الكتب المقدسة نجد ذكراً لأشخاص أو جماعات لا يؤمنون بدين معين أو لا يؤمنون بفكرة يوم الحساب أو كانوا يؤمنون بآلهة على شكل تماثيل (أصنام) كانت غالباً ما تصنع من الحجارة.
ويبدو أن فكرة إنكار وجود الخالق من الأساس كانت فكرة مستبعدة تماماً ولم تلق قبولاً شعبياً في كل العصور، إذ يقول المؤرخ الإغريقي بلوتارك: «لقد وجدت في التاريخ مدن بلا حصون، ومدن بلا قصور، ومدن بلا مدارس، ولكن لم توجد أبدا مدن بلا معابد».
أما بعد انتشار الدين الإسلامي، وهو ما يُسْقَط سهوا لدى الكثير، عند حديثهم عن تاريخ الإسلام، فقد وجد أنواعٌ كثيرة من الملحدين:
بعض العقول التي بدأت تشكك في صحة النبوة، وهل يحتاج إله إلى بشري ليبلغ عنه. وبعض الشواهد تُبدئ ميل إلى انكار الفكر اللاهوتي بأكمله، لولا أنه -وقتها- لم يكن لهم من لغة فلسفة العلم الحديث ما يكفي للحديث بجرأة كافية بأمور وجود الله، وابن الراوندي واحدٌ من هؤلاء الفلاسفة المشككين بالدين الإسلامي، حيث شهدت حياته تحولات مذهبية وفكرية كبيرة فقد كان في بداياته العلمية واحداً من المعتزلة ولكنه تحول عن المعتزلة وانتقدها بشدّة في كتابه «فضيحة المعتزلة»، ثم اعتنق لبرهة وجيزة الإسلام الشيعي ولهُ كتاب الإمامة، وهو من آثار تشيعهِ القصير ولكن لقاءه بأبي عيسى الوراق الذي كان ملحداً فجعله يرفض قبول الإسلام وتحول بعدها ابن الراوندي ليصبح واحداً من أهم اللاأدريين في التاريخ الإسلامي، وما يستحق الذكر أن أغلب ما كتبهُ هو أو غيره تم إتلافه أو ضياعه لشدة محاربتهم لهُ، وأغلب الباحثين عندما يلجؤون لنصوصهم إنما يذهبون للكتب الدينية التي تولت الرد على ابن الراوندي أو غيره، فضمن هذه الكتب كان يتم إيراد فقرات طويلة واقتباسات من كُتب ابن الراوندي ليتم الرد عليها بالكتاب نفسه.
أبرز وأزهى مرحلة وصل لها الإلحاد، كانت على يد ابوبكر الرازي. فهو أحد النوادر الذين تحرروا من فكرة ارتباط الإلحاد بسبب ميلهِ لفلسفات شرقية مثلا أو غيرها، أو محاولة التستر باظهار بعض الإيمان بالله وأمور عقائدية والعودة لاحقا إلى مهاجمة الرسل والتشكيك في صحتهم، وهذا ما لم يكن يفعله أبو بكر الرازي. وانكر على المعتزلة محاولة ادخال العقل بالدين، بحجة ان الفلسفة والدين لا يجتمعان ومن مقولاته:
- إنكم تدّعون أن المعجزة قائمة موجودة وهي القرآن: «من أنكر ذلك فليأت بمثله» إن أردتم أن نأتي بمثله في الوجوه التي يتفاضل بها الكلام فعلينا أن نأتيكم بألف مثله من كلام البلغاء والفصحاء والشعراءو ما هو أطلق منه ألفاظا وأشدّ اختصارا في المعاني وأبلغ أداء وعبارة وأشكل سجعا. فإن لم ترضوا بذلك فإنّا نطالبكم بمثل ما نطالبكم به.
- قد والله تعجبنا من قولكم القرآن معجز وهو مملوء من التناقض، وهو أساطير الأولين، وهي خرافات.
- وأيم الله لو وجب أن يكون كتاب حجة لكانت كتب أصول الهندسة، والمجسطي الذي يؤدي إلى معرفة حركات الأفلاك والكواكب، ونحو كتب المنطق وكتب الطب الذي فيه علوم مصلحة للأبدان أولى بالحجة مما لا يفيد نفعا ولا ضررا ولا يكشف مستورا.

بينما ليس هناك أي أدلة من كتب الذين عاصروا الرازي، المختصة بعلوم الرجال تثبت أو تزعم إلحاد أو زندقة أبو بكر الرازي، أما في العصر الحديث فقد ظهرت عدة ادعاءات بكونه كان ملحدا بعد أن نُسِبت إليه عدة مؤلفات ناقدة للأديان والأنبياء، بينما تلك المؤلفات المنحولة على أبي بكر الرازي، والمسماة، «مخارق الانبياء» و«حيل المتنبيين» و«نقض الأديان»، لم تُدرج ضمن مصنفاته، ونُسبت إليه في عصور متأخرة من قبل بعض المستشرقين من دون أي دليل، بينما الأدلة على إسلامه كثيرة، منها أشهر كتبه مثل «إن للعبد خالقا» و«طبقات الأبصار» و«الطب الروحاني»، وهي كتب تثبت إسلامه.

## اللادينية وعلاقتها بالإلحاد
اللادينية مصطلح يعني عدم الإيمان بأي دين ورفض جميع الأديان لكونها صنع ونتاج فكري بشري، واللادينية هي عنوان عريض يندرج تحته الكثير من التوجهات والقناعات الفكرية والفلسفية والعلمية المرتبطة بالأسئلة الجوهرية عن خلق الكون ومغزاه وعن السياسة والأخلاق، ولكن تعريف اللادينية بشكل مبسط الاعتقاد أن أي دين من صنع الإنسان وليس من عند إله.
أما عن علاقة اللادينية بالإلحاد فالملحد هو لاديني ولكن العكس لا يشترط الصحة، حيث لا يوجد علاقة معينة باللادينية والآلهة.
يُقسم البعض اللادينيين من حيث نظرتهم إلى الآلهة لثلاثة فروع:
1. الملحدون: وهم الذين يرفضون فكرة وجود قوى فوق طبيعية كالآلهة رفضاً صريحاً.
2. اللاأدرية: وهم الذين لا يتخذون موقفاً معيناً من قضية الآلهة باعتبارها كما يعتقدون مسئلة علمية ولا تحمل أهمية جوهرية بالنسبة للإنسان فهم لا يرفضون ولا يعتقدون بوجود الآلهة.
3. الربوبيون: وهم الذين يعتقدون بوجود قوة مسيرة للكون قد لا تكون بمفهوم الإله الشخصي أو الخالق، في الوقت الذي ينضمرون فيه ضمن إطار اللادينية.

## أسباب الإلحاد
يعلل الملحدون رؤاهم إلى أسباب فلسفية نابعة من التحليل المنطقي والاستنتاج العلمي، حيث يشير كثير من الملحدين إلى النقاط أدناه:
- عدم وجود أي أدلة أو براهين على وجود إله[145] ويرون أن وجود إله متصف بصفات الكمال منذ الأزل هو أكثر صعوبة وأقل احتمالا من نشوء الكون والحياة لأنهما لا يتصفان بصفات الكمال، بمعنى أن افتراض وجود إله حسب رأي الملحدين يستبدل معضلة وجود الكون بمعضلة أكبر وهي كيفية وجود الإله الكامل منذ الأزل، وبالتالي لا بد أن التعقيد قد نشأ من حالة بسيطة، كتفسير تنوع وتعقيد الكائنات الحية كما تشرحه نظرية التطور عن طريق الانتخاب الطبيعي.[146] بالرغم من أن المؤمنون يردون عليهم أن حتى نظرية دارون قائمة على قوانين لابد من وجود خالق لوضعها كما أن النظرية لم تفسر كيف نشات أول خلية، حتى إن أول خلية فإن تعقيدها لا متناهي ويتطلب وجود خالق لها.
- فكرة الشر أو الشيطان في النصوص الدينية: يرى بعض الملحدين (أبيقور ونيتشه في الفلسفة الحديثة، على سبيل المثال «مشكلة الشر») أن الجمع بين صفتي القدرة المطلقة والعلم المطلق يتعارض مع صفة العدل المطلق للإله وذلك لوجود الشر في العالم.[147] وهناك العديد من الحجج العقلية التي يستدل بها من لا يؤمنون بوجود الله، وغالبية الحجج العقلية للقائلين بعدم وجود الله تتمحور حول تعارض الصفات الإلهية المطلقة مع بعضها، كتعارض صفة العلم المطلق مع صفة العدل المطلق، والتخيير والتسيير، والقدر وعلم الله المسبق بخلافهما.
- عدم التناسق بين العالم الموجود حالياً والعالم الذي يجب أن يوجد لو كان هناك إله.
- ويرون أن وجود إله متصف بصفات الكمال منذ الأزل لا يمكن لأن من صفاته مثلا الرحمة والمغفرة، فقبل أن يخلق الكون أو قبل أن يخلق الكائنات الحية هل كان رحيم؟ ماذا كان يرحم؟ هل كان غفور؟ لمن كان يغفر؟ فإما صفاته هذه كانت بلا أي جدوى وبهذا يكون إلها عبثيا أو أنه اكتسبها بعد الخلق وحينها يكون إلها متغيرا.
- وأيضا حجة «لا يحتاج سبب» وهذه الحجة تقول بأنه إذا كان هناك إله مطلق الكمال فلن تكون له حاجة أو رغبة، الإله الذي خلق الكون لابد أن له حاجة أو رغبة في ذلك، وهذا يعني أنه أراد شيئا لم يكن يملكه، وبالتالي لا يمكن لإله مطلق الكمال أن يكون خالقا لكون. أما إذا خلق الكون بلا سبب أو غاية أو إرادة فهو إله عبثي. إذا إما هذا الإله ليس مطلق الكمال أو إله عبثي.[148]
- كما ينتقد الملحدون الإله الشخصي على أنه فيه مشاكل منطقية كارتباطه بلغة وثقافة معينة مثلا، أو تفضيله لشعب معين، وفيه صفات بشرية كالغضب والفرح والحب والكراهية، وتصويره ككائن انفعالي يتأثر بأفعال البشر وسلوكهم.
- ويرفض البعض وجود الله ويعتبرونه «مجرد أسطورة احتاجها الناس قديما نتيجة لجهلهم بأسباب الظواهر الطبيعية».[149][150]

والعديد من الحجج الأخرى منها:
| - معضلة الشر - حجة الخصائص غير المتوافقة - حجة الوحي غير المتناسق - حجة عدم الإيمان - حجة ضعف التصميم | - حجة حرية الإرادة - إله الفراغات - مصير غير المتعلم - مشكلة الجحيم - رهان الملحد | - عدم الإدراك اللاهوتي - متناقضة القدرة المطلقة - نصل أوكام |

وتدخل أسباب اللادينية ضمن أسباب الإلحاد لأن كل الملحدين لادينيون نسبة إلى الأديان الإبراهيمية (لكن العكس غير صحيح فالربوبي يؤمن بإله دون دين).

## أنواع الإلحاد
بسبب التعريف غير الواضح لمعالم مصطلح الإلحاد ووجود تيارات عديدة تحمل فكرة الإلحاد، نشأت محاولات لرسم حدود واضحة عن معنى الإلحاد الحقيقي وأدت هذه المحاولات بدورها إلى تفريعات وتقسيمات ثانوية لمصطلح الإلحاد، وتبرز المشكلة إن كلمة الإلحاد هي ترجمة لكلمة إغريقية وهي atheos وكانت هذه الكلمة مستعملة من قبل اليونانيون القدماء بمعنى ضيق وهو «عدم الإيمان بإله» وفي القرن الخامس قبل الميلاد أُضِيف معنى آخر لكلمة إلحاد وهو «إنكار فكرة الإله الأعظم الخالق»
كل هذه التعقيدات أدت إلى محاولات لتوضيح الصورة ونتجت بعض التصنيفات للإلحاد ومن أبرزها:
- إلحاد قوي أو إلحاد موجب وهو نفي وجود إله.[151]
- إلحاد ضعيف أو إلحاد سالب وهو عدم الاعتقاد بوجود إله.[151]

الفرق بين الملحد الموجب والسالب هو أن الملحد الموجب ينفي وجود الله وقد يستعين بنظريات علمية وفلسفية لإثبات ذلك، بينما الملحد السالب يكتفي فقط بعدم الاعتقاد بالله نظراً لعدم قناعته بالأدلة التي يقدمها المؤمنون.
هذان التعريفان كانا نتاج سنين طويلة من الجدل بين الملحدين أنفسهم، ففي عام 1965 كتب الفيلسوف الأمريكي من أصل تشيكي إرنست ناغل (1901 - 1985) «إن عدم الإيمان ليس إلحادا فالطفل الحديث الولادة لايؤمن لأنه ليس قادراً على الإدراك وعليه يجب توفر شرط عدم الاعتقاد بوجود فكرة الإله». في عام 1979 قام الكاتب جورج سميث بإضافة شرط آخر إلى الملحد القوي ألا وهو الإلحاد نتيجة التحليل والبحث الموضوعي فحسب سمث الملحد القوي هو شخص يعتبر فكرة الإله فكرة غير منطقية وغير موضوعية وهو إما مستعد للحوار أو وصل إلى قناعة في اختياره ويعتبر النقاش في هذا الموضوع نقاشا غير ذكي، ولكن البحث والتقصي يكشف لنا أن معظم المفكرين والعلماء الذين أعلنوا الإلحاد لم يتمتعوا بهذه الصفة، إذ يقول موريس بلوندل: «ليس هناك ملحدون بمعنى الكلمة».
وأوضح سمث إن هناك فرقاً بين رجل الشارع البسيط الذي ينكر فكرة الإله لأسباب شخصية أو نفسية أو اجتماعية أو سياسية والملحد الحقيقي الذي واستناداً إلى سمث يجب أن يكون غرضه الرئيسي هو الموضوعية والبحث العلمي وليس التشكيك أو مهاجمة أو إظهار عدم الاحترام للدين.

## بدايات الإلحاد
استناداً إلى كارين أرمسترونغ في كتابها «تاريخ الخالق الأعظم» فإنه ومنذ نهايات القرن السابع عشر وبدايات القرن التاسع عشر ومع التطور العلمي والتكنولوجي الذي شهده الغرب بدأت بوادر تيارات أعلنت استقلالها عن فكرة وجود الخالق الأعظم. وهذا العصر كان عصر كارل ماركس وتشارلز داروين وفريدريك نيتشه وسيغموند فرويد الذين بدأوا بتحليل الظواهر العلمية والنفسية والاقتصادية، والاجتماعية، بطريقة لم يكن لفكرة الخالق الأعظم أي دور فيها. وقد ساهم في هذه الحركة الموقف الهش للديانة المسيحية في القرون الوسطى وماتلاها نتيجة للحروب والجرائم والانتهاكات للإنسانية التي تمت في أوروبا باسم الدين نتيجة تعامل الكنيسة الكاثوليكية بما اعتبرته هرطقة أو خروجاً عن مبادئ الكنيسة حيث قامت الكنيسة بتشكيل لجنة خاصة لمحاربة الهرطقة في عام 1184 وكانت هذه اللجنة نشيطة في العديد من الدول الأوروبية، وقامت هذه اللجنة بشن الحرب على أتباع المعتقد الوثني في غرب أوروبا، والوثنية هي اعتقاد بأن هناك قوتين أو خالقين يسيطران على الكون يمثل أحدهما الخير والآخر الشر. استمرت هذه الحملة من 1209 إلى 1229، وشملت أساليبهم حرق المهرطقين وهم أحياء وكانت الأساليب الأخرى المستعملة متطرفة وشديدة حتى بالنسبة لمقاييس القرون الوسطى. وكانت بناءً على مرسوم من الناطق باسم البابا قيصر هيسترباخ الذي قال «اذبحوهم كلهم» واستمرت هذه الحملة لسنوات وشملت أكثر من 10 مدن في فرنسا. وتلت هذه الحادثة خسائر بشرية كبيرة والتي وقعت أثناء الحملات الصليبية. ولم يقف الأمر عند العلماء فحتى الأدباء أعلنوا وفاة فكرة الدين والخالق، ومن أبرز الشعراء في هذه الفترة هو وليم بليك (1757 - 1827) حيث قال في قصائده أن الدين أبعد الإنسان من إنسانيته بفرضه قوانين تعارض طبيعة البشر من ناحية الحرية والسعادة، وأن الدين جعل الإنسان يفقد حريته واعتماده على نفسه في تغير واقعه.
وبدأت تدريجياً وخاصة على يد الفيلسوف الألماني آرثر شوبنهاور (1788 - 1860) بروز فكرة أن "الدين هو من صنع البشر ابتكرها لتفسير ماهو مجهول لديه من ظواهر طبيعية أو نفسية أو اجتماعية وكان الغرض منه تنظيم حياة مجموعة من الناس حسب ما يراه مؤسس الدين مناسباً وليس حسب الحاجات الحقيقية للناس الذين قرروا (لجهل أو ضعف) الالتزام بمجموعة من القيم البالية وأنه من المستحيل أن تكون كل هذه الديانات من مصدر واحد فالإله الذي أنزل 12 مصيبة على المصريين القدماء وقتل كل مولود أول ليخرج اليهود من أرض مصر هو ليس نفس الإله الذي ينصحك بأن تعطي خدك الآخر ليتعرض للصفع دون أن تعمل شيئاً". وتزامنت هذه الأفكار مع أبحاث تشارلز داروين الذي كان مناقضا تماما لنظرية نشوء الكون في الكتاب المقدس وأعلن فريدريك نيتشه من جانبه موت الخالق الأعظم وقال أن الدين فكرة عبثية وجريمة ضد الحياة إذ أنه لم يفهم فكرة التكليف التي يقول بها الدين وهي أن يعطيك الخالق مجموعة من الغرائز والتطلعات وفي نفس الوقت يصدر تعاليم بحرمانك منها في الحياة ليعطيك إياها مرة أخرى بعد الموت خصوصاً وأن رجال الدين في أوروبا آنذاك كانوا يميلون إلى الرهبانية والانقطاع عن الدنيا وهكذا أخذت أفكار الملحدين في هذه المرحلة منحنى النفور من الدين لتناقضه مع العقل (حسب رأيهم) مع تصرفات وتعاليم الكنيسة.
ولقد أعتبر كارل ماركس الدين أفيون الشعوب يجعل الشعب كسولا وغير مؤمناً بقدراته في تغيير الواقع وأن الدين تم استغلاله من قبل الطبقة البورجوازية لسحق طبقة البسطاء، أما سيغموند فرويد فقد قال أن الدين هو وهم كانت البشرية بحاجة إليه في بداياتها وأن فكرة وجود الإله هو محاولة من اللاوعي لوصول إلى الكمال في شخص مثل أعلى بديل لشخصية الأب، إذ أن الإنسان في طفولته حسب اعتقاد فرويد ينظر إلى والده كشخص متكامل وخارق ولكن بعد فترة يدرك أنه لا وجود للكمال فيحاول اللاوعي إيجاد حل لهذه الأزمة بخلق صورة وهمية لشيء أسمه الكمال.
كل هذه الأفكار وبصورة تدريجية ومع التغيرات السياسية التي شهدتها فرنسا بعد الثورة الفرنسية وبريطانيا بعد عزل الملك جيمس الثاني من إنكلترا عام 1688 وتنصيب الملك وليام الثالث من إنكلترا والملكة ماري الثانية من إنكلترا على العرش كان الاتجاه السائد في أوروبا هو نحو فصل السياسة عن الدين وإلغاء العديد من القيود على التعامل والتعبير التي كانت مفروضة من السلطات السابقة التي كانت تأخذ شرعيتها من رجالات الكنيسة.

## الإلحاد في العالم الإسلامي
واجهت فكرة الإلحاد جدارا صعب الاختراق في بداية انتشار الفكرة أثناء الاستعمار الأوروبي لعدد من الدول الإسلامية. ويعتقد معظم المستشرقين والمؤرخين إن الأسباب التالية لعبت دوراً مهماً في صعوبة انتشار فكرة الإلحاد الحقيقي في العالم الإسلامي حتى يومنا هذا:
- قلة أعداد العلماء وضعف المستوى التعليمي في العالم العربي والإسلامي بشكل عام، حيث أشارت دراسة نُشرت في مجلة الطبيعة (Nature) أن الغالبية العظمى من العلماء والعباقرة ملحدون، وأن نسبة التدين انخفضت بين العلماء من 27% عام 1914 إلى 7% عام 1998.[164]
- طبيعة المجتمع الشرقي الذي هو مجتمع جماعي بعكس المجتمع الأوروبي الذي يتغلب عليه صفة الانفرادية فالإنسان الشرقي ينتمي لمجتمعه وأي قرار يتخذه يجب أن يراعي فيه مصلحة مجموعة أخرى محيطة به قبل مصلحته أو قناعته الشخصية فالإنسان الغربي لديه القدرة على إعلان الإلحاد كقرار فردي بعكس الإنسان الشرقي الذي سيصبح معزولا عن أقرب المقربين إليه إذا أعلن الإلحاد.

بعد إسقاط الدولة العثمانية حاول مصطفى كمال أتاتورك (1881 - 1938) بناء دولة علمانية وإلحاق تركيا بالمجتمع الأوروبي فقام بإغلاق جميع المدارس الإسلامية وشملت المحاولة منع ارتداء العمامة أو رموز أخرى فيها إشارة إلى الدين. أما في إيران فقد تأثر الشاه رضا خان الذي حكم من 1925 إلى 1941 بمبادرة أتاتورك فقام بمنع الحجاب، وأجبر رجال الدين على حلق لحاهم وقام بمنع مواكب العزاء أثناء عاشوراء. وبالرغم أن هذه المحاولات كانت مفاجئة وقهرية ومعارضة للإسلام الذي ظل منتشراً لأكثر من ألف عام، فإنها حققت هدفها وهو منع رموز الدين في المجال العام وإعادة بناء هذين المجتمعين الإسلاميين على أساس العلمانية وتهميش العناصر الدينية التي فيهما. ومع أن فكرة العلمانية التي انتشرت في أوروبا كانت موجهة ضد تدخل الكنيسة الكاثوليكية في السياسة والعلم، تم تعميم هذه الظاهرة وتطبيقها على العالم الإسلامي من قبل بعض السياسيين المتأوربين كأتاتورك والشاه وغيرهما. وإن مبادئ العلمانية كفصل الدين عن الدولة لا تناسب الدول الكاثوليكية فحسب، بل إنه يمكن تطبيقها على المجتمعات الدينية جميعها كذلك. فإذا لا تمثل العلمانية ظاهرة تاريخية أوروبية غير متعلقة بالعالم الإسلامي، لأنها صارت ظاهرة عالمية، وصارت الدولة العلمانية غير الدينية تؤدي دورا محوريا في الحداثة الإسلامية.
أدى استعمال القوة في فرض الأفكار العلمانية في إيران وتركيا إلى نتائج عكسية وتولد نواة حركات معادية لهذه المحاولات واستقطبت مدينة قم في إيران كل الحركات المعادية لحكومة طهران ومن الجدير بالذكر أن قم وسائر المرجعيات الدينية الشيعية في إيران كانت لا تزال تمتلك نفوذا كبيراً على صنع القرار السياسي ومن الأمثلة المشهورة على ذلك كانت الفتوى التي صدرت في سامراء وأحدثت ضجة في إيران عام 1891 وفيها أفتى محمد حسن الشيرازي الإيرانيين بوجوب مقاطعة تدخين التبغ وحدثت بالفعل مقاطعة واسعة النطاق لمدة شهرين حيث اضطر الشاه على أثرها لإلغاء عقود تجارية ضخمة مع عدد من الدول الأوروبية حيث كان الشاه في ذلك الوقت يحاول الانفتاح على الغرب.
من أحد أسباب عدم نجاح الفكر الإلحادي والعلماني في اختراق المجتمع الإسلامي ظهور الحركات الإسلامية التجديدية والتي حاول أصحابها إعادة إحياء الروح الإسلامية بين المسلمين بعد قرون من «الانحطاط»، فمن أفغانستان ظهر جمال الدين الأفغاني (1838 - 1887) ومن مصر ظهر محمد عبده (1849 - 1905) وفي الهند ظهر محمد إقبال (1877 - 1938) وشهد القرن العشرين صراعاً فكرياً بين الفكر الإسلامي وأفكار أخرى مثل الشيوعية والقومية العربية وعانى فيه الإسلاميون من القمع السياسي الشديد، ومن الملاحظ أنه حتى الشيوعيين والقوميين لم يجعلوا من الإلحاد مرتكزا فكانت هناك ظاهرة غريبة بين بعض الشيوعيين حيث كان البعض منهم يتشبث بالإسلام كعقيدة دينية إلى جانب اقتناعه بالشيوعية كمذهب اقتصادي. ولهذا السبب تجد في مراكز الحزب الشيوعي في العالم العربي مصلى لإقامة الصلاة.

## الوصلات الخارجية
- اللادينية، من القاموس الحر. (بالإنجليزية)
- اللادين، في قاموس Allword.com. (بالإنجليزية)
- الإلحاد، newadvent.org. (بالإنجليزية)